# Malte Stiel
Malte Stiel (* 2. Juli 1990 in Lauffen am Neckar) ist ein deutscher Volleyball- und Beachvolleyballspieler.

## Karriere Halle
Malte Stiel begann 2001 mit dem Hallenvolleyball am Hölderlin-Gymnasium in seiner Heimatstadt Lauffen am Neckar. Er spielte für den TV Lauffen, für den TV Hausen und ab 2009 für den TV Rottenburg II, zeitweise auch in der Zweiten Bundesliga. 2012 kehrte der Außenangreifer zum TV Hausen zurück, mit dem ihm 2013 der Aufstieg in die Dritte Liga gelang. Stiel war auch Leiter der Volleyballabteilung beim TV Hausen. In der Saison 2014/15 spielte er beim Zweitligisten TSV Georgii Allianz Stuttgart.
Wegen eines Studiums in Zürich spielt Stiel seit 2015 in der Schweiz, zunächst beim VBC Einsiedeln. 2016/17 spielte er bei Volley Amriswil und wurde sowohl Schweizermeister als auch Pokal- und Supercupsieger, kam aber aus Verletzungsgründen nur wenig zum Einsatz. 2017 kehrte er für eine Saison zurück zum VBC Einsiedeln, bevor er 2020 zum VBC Züri Unterland wechselte.

## Karriere Beach
2003 begann Malte Stiel mit dem Beachvolleyball. 2006 wurde er mit Holger Wesselmann Deutscher U17-Meister in Bottrop. 2007 wurde er mit Stefan Köhler U19-Vizeweltmeister in Mysłowice und mit Christian Geiger Deutscher U18-Meister in Bostalsee. Von 2009 bis 2012 war Armin Dollinger sein Standardpartner, mit dem er 2009 bei der U21-WM in Blackpool Vierter, 2010 bei der U23-EM in Kos ebenfalls Vierter sowie 2011 bei der U23-EM in Porto Fünfter wurde. Außerdem nahmen Dollinger/Stiel zweimal an den Deutschen Meisterschaften in Timmendorf teil und belegten die Plätze sieben und dreizehn. 2013 und 2014 spielte Malte Stiel standardmäßig mit Philipp Arne Bergmann. Mit Eric Koreng wurde Stiel 2014 Zweiter bei der Militär-Weltmeisterschaft in Warendorf. 2015 spielte er zusammen mit Benedikt Doranth und Tim Holler.